# Perfumy

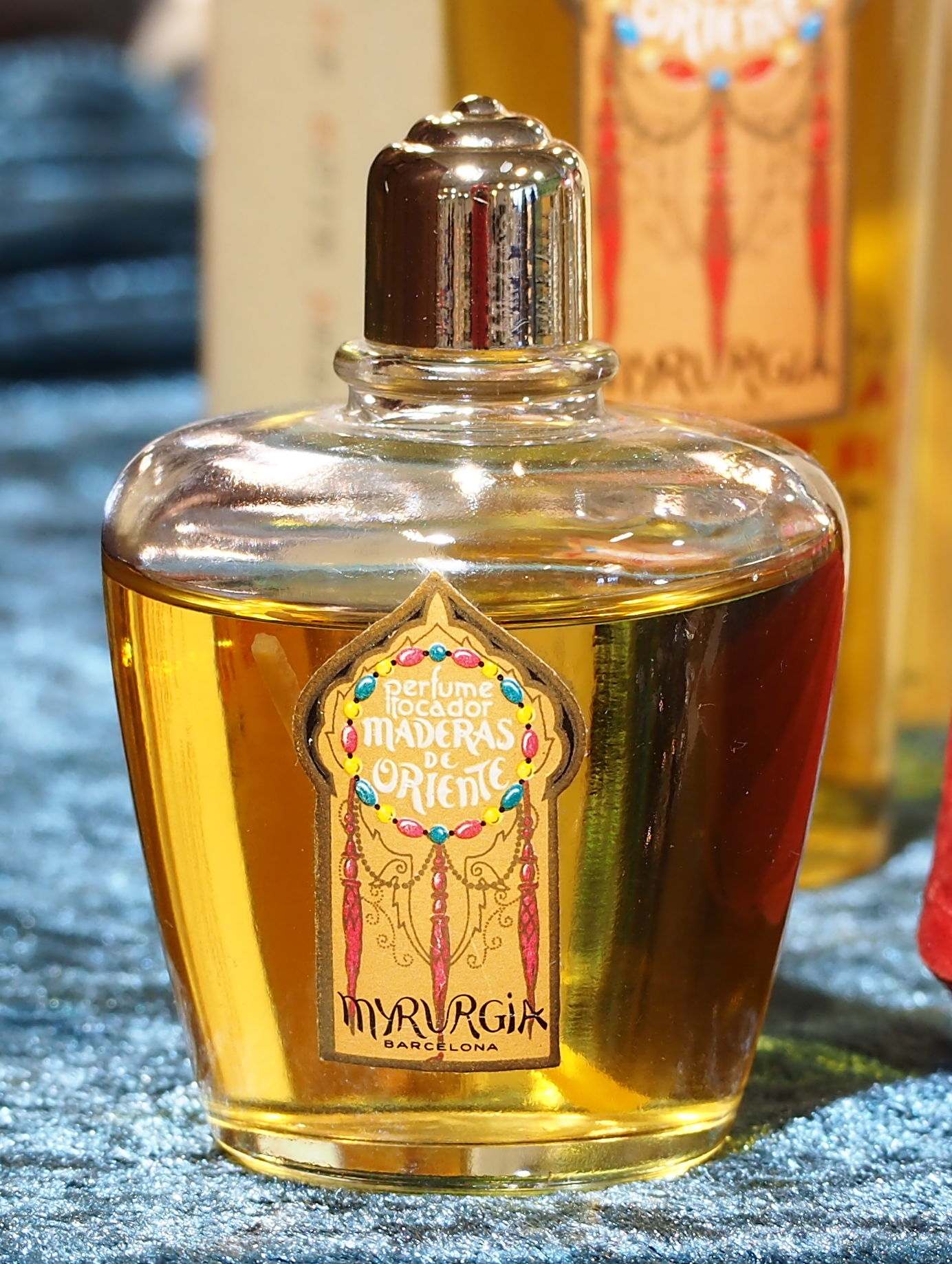
Perfumy

Perfumy (od fr. par fumée „przez dym”) – łączna nazwa kosmetyków, których jedynym zadaniem jest nadawanie różnym obiektom (zwykle ciału człowieka) przyjemnego i długo utrzymującego się zapachu. Z definicji tej wyłączone są wszystkie produkty, których aplikacja wymaga użycia gazów pędnych (m.in. dezodorant).
Czasami słowo to używane jest także w znaczeniu wyłącznie produktów, w których substancje zapachowe są silnie skoncentrowane, a ilość rozpuszczalnika jest ograniczona do absolutnego minimum.
Perfumy składają się z mieszaniny związków zapachowych, które są nazywane olejkami zapachowymi, środków homogenizujących i wzmacniających oraz rozpuszczalnika, którym zazwyczaj jest etanol lub mieszanina lekkich alkoholi alifatycznych. W zależności od ilości rozpuszczalnika rozróżnia się perfumy właściwe (ekstrakty perfum), wody perfumowane i wody toaletowe.
Po wylaniu lub wtarciu ich w powierzchnię ciała substancja bazowa (np. alkohol etylowy, olej jojoba, olejek sandałowy) szybko paruje lub wchłania się w skórę, a na jej powierzchni zostają tylko olejki zapachowe i środki wzmacniające (odoranty), które są uwalniane do powietrza, powodując wrażenie olfaktoryczne (węchowe).

## Skład perfum

### Główne składniki
Olejki zapachowe pozyskuje się np. przez destylację z parą wodną lub ekstrakcję i zatężanie składników zapachowych z wybranych części roślin (rzadziej zwierząt), jak np. kwiat jaśminu, liście mięty itp., lub (obecnie znacznie częściej) przez odpowiednie mieszanie syntetycznych związków chemicznych o różnych zapachach lub bezwonnych (np. utrwalających zapach innych składników kompozycji).
W zależności od zawartości olejków zapachowych stosuje się następujące nazewnictwo:
- Extrait de Parfum (ekstrakt perfum) – 44–60% (15–40%);
- Parfum (perfumy, ekstrakt, perfumy właściwe) – 10–30%;
- Eau de Parfum (woda perfumowana) skrót EdP – 8–15%;
- Eau de Toilette (woda toaletowa) skrót EdT – 4–15%;
- Eau de Cologne (woda kolońska) skrót EdC – 2–5%; TM Koelnisch Wasser
- Eau Fraîche (woda odświeżająca) eau de solide skrót EdS – 1–3%; TM EdS

Środki wzmacniające to mało lotne (wysoko wrzące) związki chemiczne lub naturalne produkty o podobnych właściwościach, które same nie mają intensywnego zapachu (bardzo często jest to zapach nieprzyjemny), ale są zdolne do wzmacniania zapachu olejków. Do sztucznych środków wzmacniających zalicza się m.in. merkaptany i aminy o dużej masie cząsteczkowej, zaś do naturalnych – np. kastoreum, ambrę, cywet, piżmo (substancje zapachowe pochodzenia zwierzęcego lub ich odpowiedniki).
Zadaniem środków homogenizujących jest uzyskanie jednolitego, nierozwarstwiającego się roztworu mieszaniny związków chemicznych i olejków, które często nie mieszają się z sobą. Najczęściej stosuje się tu mieszaniny ciekłych tłuszczów pochodzenia naturalnego. Współcześnie coraz częściej zastępuje się je zupełnie bezwonnymi polimerami o właściwościach amfifilowych. Niektóre naturalne środki wzmacniające, takie jak tran czy ambra, pełnią jednocześnie rolę środków homogenizujących.

### Skład i opracowywanie kompozycji zapachowej
Mieszanina olejków i środków wzmacniających jest nazywana często kompozycją zapachową. Kompozycja ta decyduje o specyficznym zapachu, który jednoznacznie kojarzy się z daną marką perfum, jest więc ona ich „istotą”, decydującą o walorach użytkowych tego produktu.
Kompozycje te są albo silnie strzeżoną przez firmy kosmetyczne tajemnicą, albo są zastrzegane. Od czasu wynalezienia dostatecznie czułych metod analitycznych (np. chromatografia gazowa, wysokosprawna chromatografia cieczowa) określenie składu kompozycji zapachowych stało się tak proste, że producenci umieszczają w niej również substancje maskujące. Nie mają one wpływu na zapach kompozycji, ale utrudniają identyfikację rzeczywistych składników zapachowych.

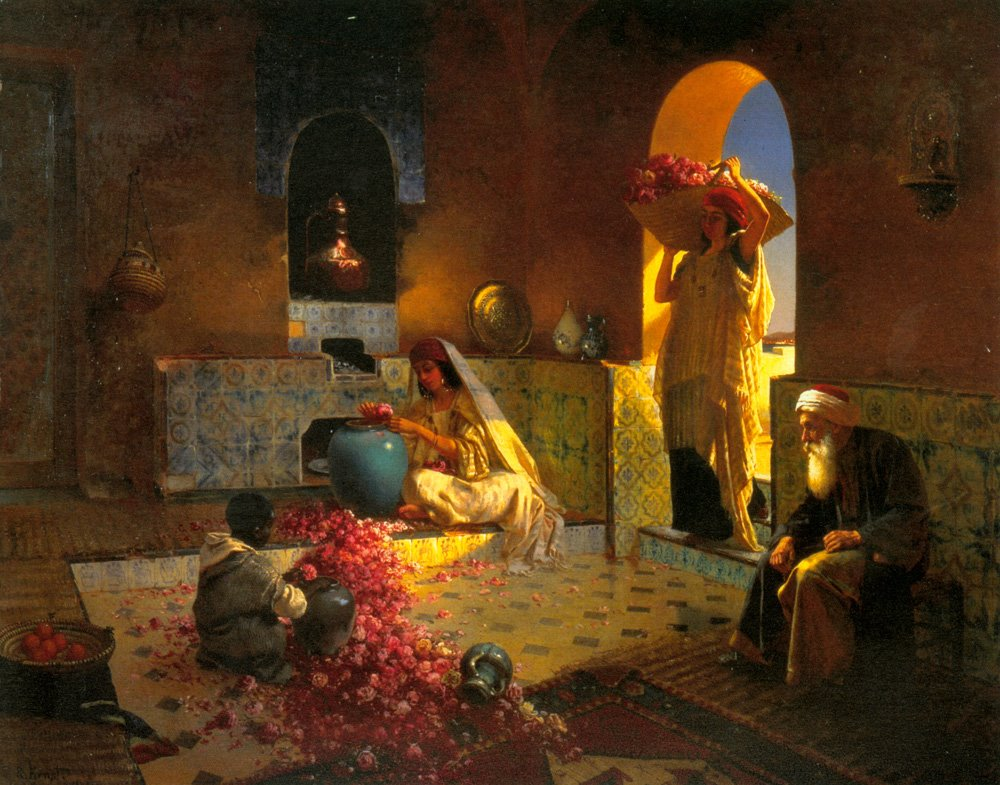
Perfumiarz – obraz pędzla Rodolphe’a Ernsta

Tworzenie kompozycji zapachowych jest swojego rodzaju sztuką, którą zajmuje się kilkadziesiąt tysięcy perfumiarzy na całym świecie. Ludzie o szczególnych predyspozycjach do tworzenia tych kompozycji nazywają się w branży „nosami”. „Nosy” nie mają zwykle bardziej wyczulonego węchu od przeciętnych ludzi, lecz mają bardzo rozwiniętą zdolność psychiczną, zwaną wyobraźnią zapachową oraz zdolność do zapamiętywania większej ilości woni, zwaną pamięcią olfaktoryczną.
Kompozycje zapachowe są zazwyczaj mieszaninami kilkunastu, kilkudziesięciu, a nawet kilkuset składników, z których część jest pochodzenia naturalnego, a część to syntetyczne związki chemiczne (zobacz: zapach, substancja zapachowa, olejek eteryczny). Składniki te dzieli się na tzw. akordy zapachowe: akord bazowy, akord średni, akord wysoki. Poszczególne akordy złożone są z nut, którym odpowiadają używane w kompozycji substancje zapachowe.
Akord bazowy to składniki, które są najwolniej uwalniane do powietrza. W jego skład wchodzą zazwyczaj środki wzmacniające, które często same w sobie mają raczej nieprzyjemny zapach, oraz „najcięższe” składniki olejków zapachowych. Akord bazowy, jakkolwiek czuje się go niezbyt intensywnie, ma decydujące znaczenie dla charakteru danej kompozycji. W akordzie tym coraz częściej wykorzystuje się też związki chemiczne, które same z siebie nie pachną, ale które w wyniku kontaktu z potem lub wilgocią z powietrza ulegają rozkładowi z wydzieleniem związku pachnącego. W ten sposób można zawierać w akordzie bazowym składniki, które wcześniej mogły występować wyłącznie w akordzie wysokim. W akordzie bazowym wykorzystuje się takie substancje, jak ambra, piżmo, żywice leśne, cywet. Czasem ich woń rozpoznaje się i po kilku dniach, nawet jeśli perfumy nie były później używane.
Akord średni, składa się ze związków zapachowych o średniej lotności i zwykle dość małej intensywności zapachu. Akord ten w niektórych kompozycjach nie jest w ogóle świadomie odczuwany, ale bez niego kompozycja byłaby niepełna, a akord bazowy i nutę wysoką odczuwałoby się jako dwa zupełnie odrębne zapachy. Ten akord składa się głównie z zapachów kwiatowych i korzennych.
Akord wysoki, składa się ze związków, które są najbardziej lotne i mają intensywny zapach. Akord ten jest odczuwany świadomie zaraz po otwarciu flakonika z perfumami (dlatego ma największe znaczenie w określaniu perfum i ich sprzedaży), ale po skropieniu nimi skóry akord ten szybko zanika. W skład akordu głowy wchodzą głównie cytrusy i inne owoce oraz zioła. Zazwyczaj jest to akord o zapachu lekkim i świeżym.
Zapachy w akordach przeplata się często na sposób przypominający tworzenie muzyki lub poezji. Są więc kompozycje z zapachem wiodącym, tworzonym w ten sposób, że we wszystkich trzech akordach część składników ma do siebie zbliżony zapach; kompozycje „rymowane”, w których występują dwa lub więcej podobnie pachnących składników w akordzie bazowym i wysokim, zaś akord średni jest ich pozbawiony
oraz najtrudniejszy do skomponowania, ale jednocześnie najbardziej oryginalne, kompozycje „kontrastowe”, w których nie ma powtarzających się składników, a zamiast tego są składniki, które są z sobą w ostrym kontraście, niwelowanym i uzupełnianym przez składniki neutralne.

### Kategorie zapachów
Cytrusowe (kolońskie) – jedna z najstarszych i najpopularniejszych kategorii zapachów. Podstawowymi składnikami perfum należących do tej kategorii są owoce cytrusowe: bergamota, cytryna, limonka, pomarańcza, neroli (kwiat pomarańczy gorzkiej). Do tej kategorii należy większość zapachów uniseks i sportowych.
Kwiatowe – kategoria bardzo lubiana przez kobiety i najliczniej reprezentowana. Zróżnicowanie olejków występujących w perfumach tej kategorii jest olbrzymie, ale do bardzo często spotykanych należą róża, jaśmin, konwalia, irys, ylang-ylang. Bywają kompozycje oparte na jednym tylko gatunku, bądź łączące ze sobą różne zapachy kwiatów w jeden bukiet.
Szyprowe (chypre) – kompozycja cytrusowo-drzewna. Samo określenie pochodzi od nazwy wyspy Cypr. Do podstawowych składników należą mech dębowy, paczula, wetiwer, sandał, cytrusy (zwłaszcza bergamota) oraz przyprawy (często kolendra) i kwiaty (często irys).
Drzewne – najpopularniejsza kategoria zapachów męskich i unisex, choć w ostatnich latach powstaje w tej grupie coraz więcej zapachów kobiecych. Bazę stanowią: sandał, wetiwer, paczula, cedr, drzewo różane i dodatki: cytrusy (często bergamota) oraz przyprawy (często kolendra, goździk, gałka muszkatołowa).
Orientalne – kategoria perfum bardzo ciepłych, zmysłowych, egzotycznych. Charakterystykę zapachu nadaje wyraźna wanilia w połączeniu z zapachami zwierzęcymi (ambra, piżmo, cyweta, kastoreum) z przyprawowymi goździk, cynamon, drzewnymi (sandał) i kwiatowymi (jaśmin) z niewielkim dodatkiem cytrusów. Jest to kategoria perfum bardzo trwałych.
Paprociowe (fougère) – głównymi składnikami perfum paprociowych są: bób tonka (lub syntetyczna kumaryna), lawenda, wetiwer, mech dębowy i paczula, do których dodane są kwiaty i żywice: lawenda, geranium (pelargonia), labdanum. W dużym stopniu jest to kategoria zapachów męskich i unisex.
Zielone (ziołowe) – kategoria zapachów męskich i unisex. Głównymi składnikami są nuty ziołowe z niewielkim dodatkiem cytrusów, kwiatów, drewna: rozmaryn, lawenda, mięta pieprzowa, szałwia muszkatołowa, cytrusy (często cytryna), nuta drzewna (często wetiwer).
Tytoniowo-skórzane – kategoria częściej występująca w przypadku perfum niszowych, niż tzw. popularnych. Należą do niej zapachy ciepłe, korzenne o wyraźnym aromacie zwierzęcym. Skóra (akord otrzymany z żywicy benzoesowej, wanilii, drewna cedrowego, cywetu) i tytoń są w nich wyraźnie wyczuwalne.
Aldehydowe – zawierające wyższe aldehydy jako substancje zapachowe. Perfumy tego typu po raz pierwszy wprowadzono w 1905 r. w produkcie Rêve D’Or. Najbardziej typowy zapach z tej kategorii to Chanel No. 5. Aldehydy niskocząsteczkowe mają ostry, nieprzyjemny zapach, jednak związki o dłuższych łańcuchach (C8–C13) pachną przyjemnie i wchodzą obecnie w skład praktycznie wszystkich perfum. Intensywność zapachu słabnie wraz ze wzrostem długości łańcucha węglowego. Wyższe aldehydy występują naturalnie w wielu kwiatach, ziołach i owocach. Dla przemysłu perfumeryjnego wytwarzane są syntetycznie.